# Maria-Magdalenen-Kirche (Lübeck)

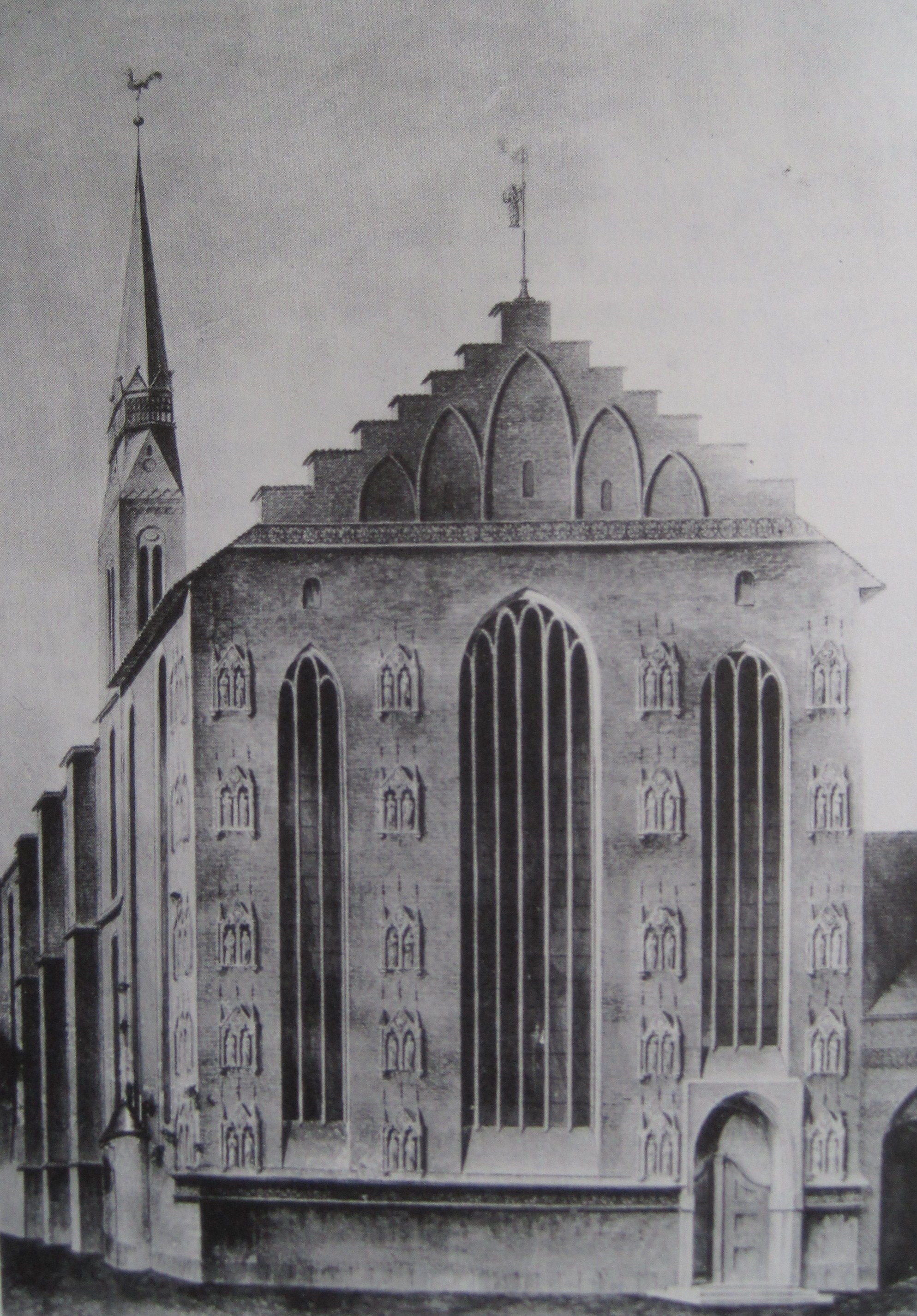
Schaufassade der Maria-Magdalenen-Kirche zur Burgstraße hin kurz vor dem Abbruch 1819

Die Maria-Magdalenen-Kirche, auch Burgkirche genannt, war die Klosterkirche des Burgklosters in Lübeck. Sie wurde wegen Baufälligkeit 1819 abgerissen. Ihre reiche Ausstattung bildet den Grundstock für die Sammlung sakraler Kunst des Mittelalters im St.-Annen-Museum.

## Geschichte
Die erste Kirche des kurz nach der Schlacht von Bornhöved gegründeten Dominikanerklosters wurde ab 1229 erbaut. Ihren Namen erhielt sie vom Tag der Schlacht, die am 22. Juli 1227, dem Gedenktag der Heiligen Maria Magdalena, geschlagen wurde. Nach den wenigen Überresten zu schließen, war diese erste Kirche möglicherweise eine verhältnismäßig kleine, flachgedeckte spätromanische Hallenkirche. Doch bereits wenige Jahrzehnte später wurde die kleine romanische Kirche durch einen vierjochigen frühgotischen Bau ersetzt, der – kaum fertiggestellt – beim Stadtbrand 1276 schwer beschädigt wurde. Ihr genaues Aussehen lässt sich nicht rekonstruieren.

Modellbau der Maria-Magdalenen-Kirche (Burgkirche), Ansicht von NW

Zur Zeit der Brandkatastrophe profitierten die Bettelorden in Lübeck außerordentlich von der Konfrontation zwischen dem Rat der Stadt und dem Lübecker Bischof Burkhard von Serkem. So fand sich die Bürgerschaft bereit, sofort nach dem Brand die Kirche auf sieben Joch erweitert als backsteingotische Basilika wiederaufzubauen. Sie war damit der erste hochgotische Bau in Lübeck mit Strebebögen. 1319 wurde der Neubau durch Serkems Nachfolger, Bischof Heinrich II. Bochholt, geweiht. Im Laufe des 14. 
Jahrhunderts wurden Seitenkapellen angebaut. 1399–1401 wurde der ursprüngliche Chor mit einer Stiftung des städtischen Münzmeisters Petrus Huk über 1600 Mark durch einen neuen dreischiffigen Hallenchor ersetzt, der rechteckig abschloss. Die Kirche erhielt damit eine repräsentative Schaufassade zur Burgstraße, der wichtigsten Durchgangsstraße der Stadt, hin. Diese Fassade enthielt mindestens 25 Doppelnischen, in denen sich 50 Statuen befanden. Mit einer Länge von 65 Metern und einer Höhe von bis zu 23 Metern war die Maria-Magdalenen-Kirche die drittgrößte Kirche in Lübeck. Im Gegensatz zur üblichen Regel der Bettelorden, die nur Dachreiter erlaubte, besaß die Maria-Magdalenen-Kirche einen hohen Turm, der sich jedoch mittig in der Südfassade des Kirchenschiffs befand und nicht wie die meisten Kirchtürme seit dem Mittelalter im Westen des Kirchenschiffs. Da der Dominikanerorden, der sich vor allem der Predigt und der Seelsorge widmete, sich großer Beliebtheit in der Bevölkerung erfreute, erhielt die Kirche zahlreiche Stiftungen von verschiedenen religiösen Bruderschaften, wie sich in der noch erhaltenen Ausstattung widerspiegelt. Eine 1377 an die südseitige Kirchenmauer angebaute kleine Kapelle diente den zum Tode Verurteilten für eine letzte Andacht vor der Hinrichtung vor dem Burgtor. Die Armesünderkapelle wurde mit Fertigstellung des neuen Chors an die Ostseite verlegt.

Modellbau der Maria-Magdalenen-Kirche (Burgkirche), Ansicht von SO

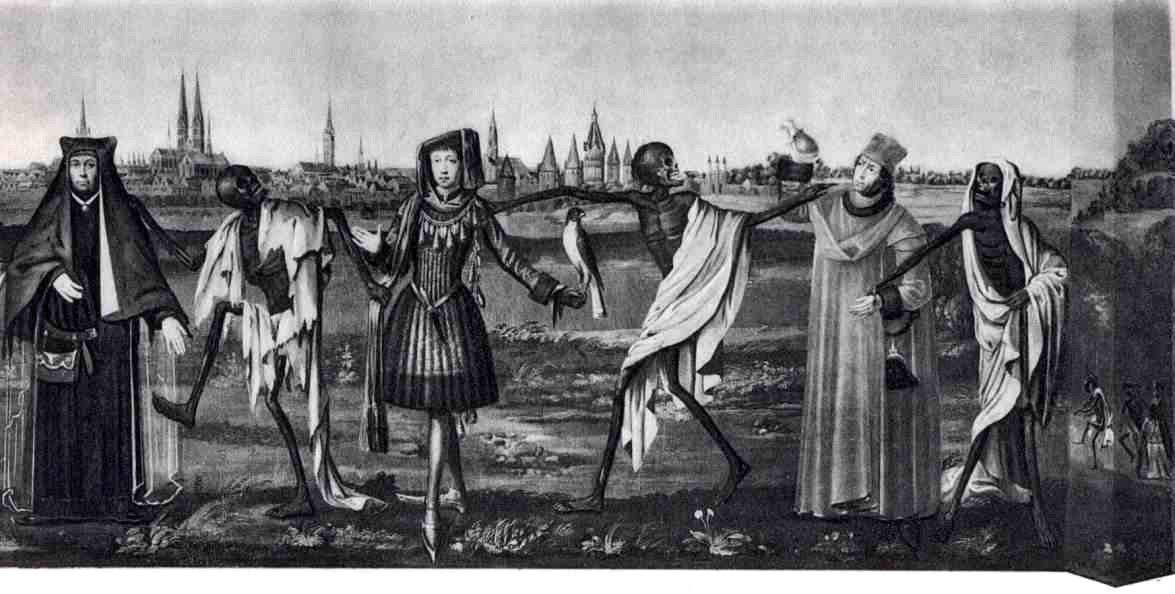
Die Burgkirche (1463) auf dem Lübecker Totentanz
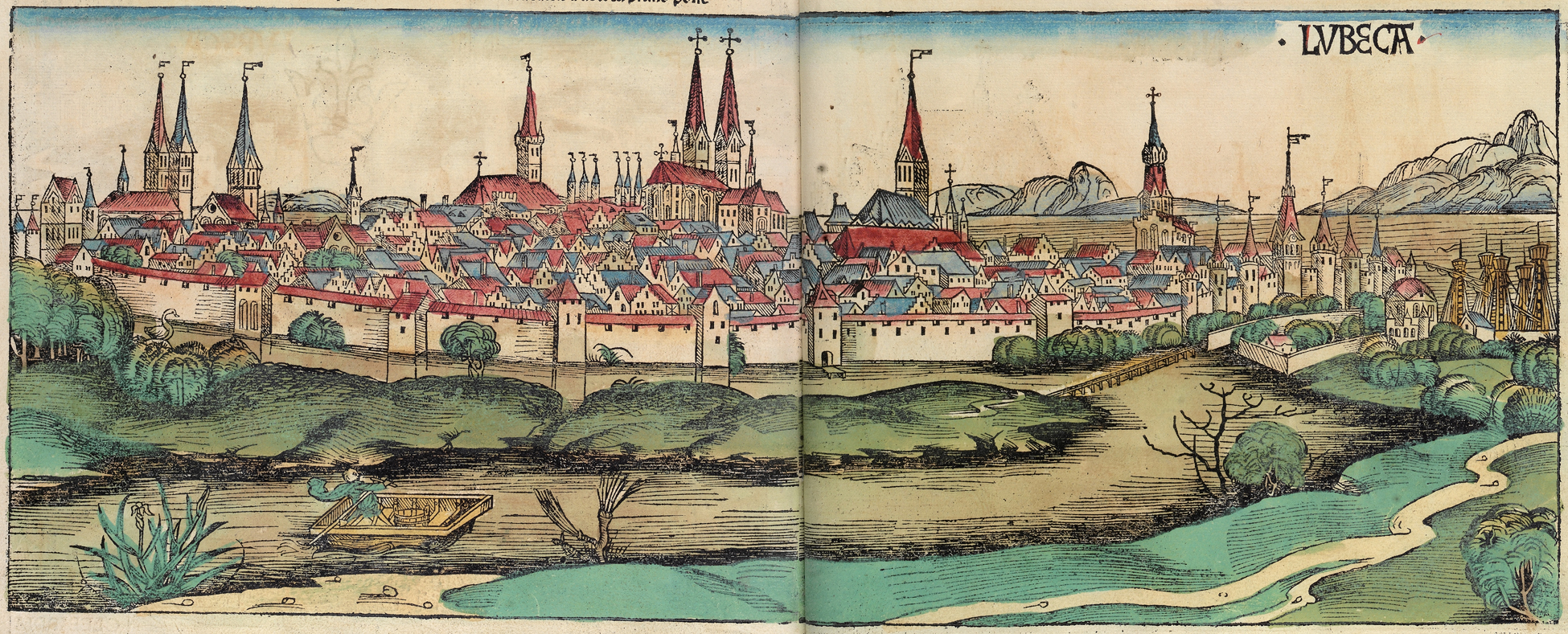
Die Burgkirche (1493) in der Schedelschen Weltchronik
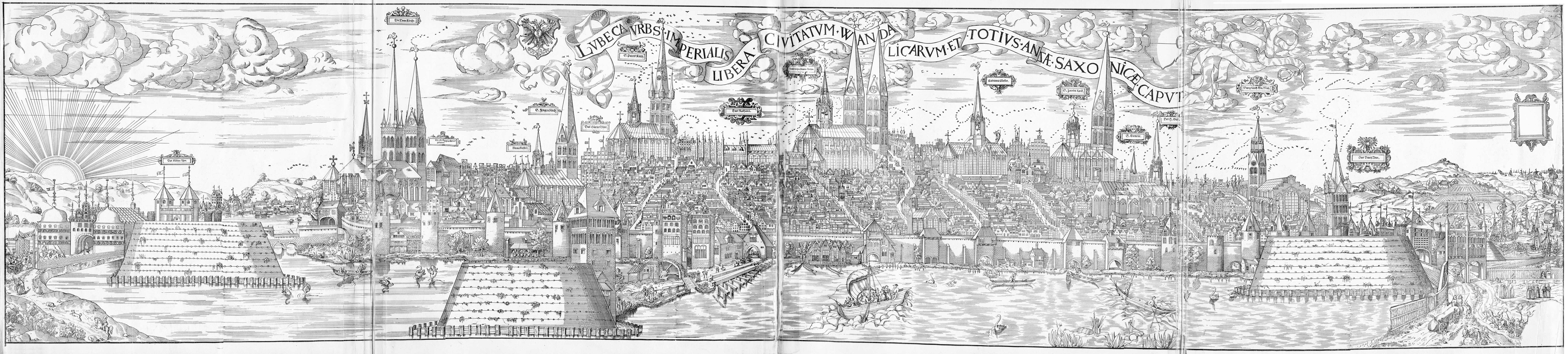
Die Burgkirche (1552) in Elias Diebels Lübeck-Panorama
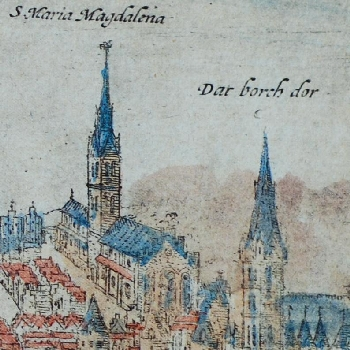
Die Burgkirche von Osten um 1551, (Braun-Hogenberg, 1572)
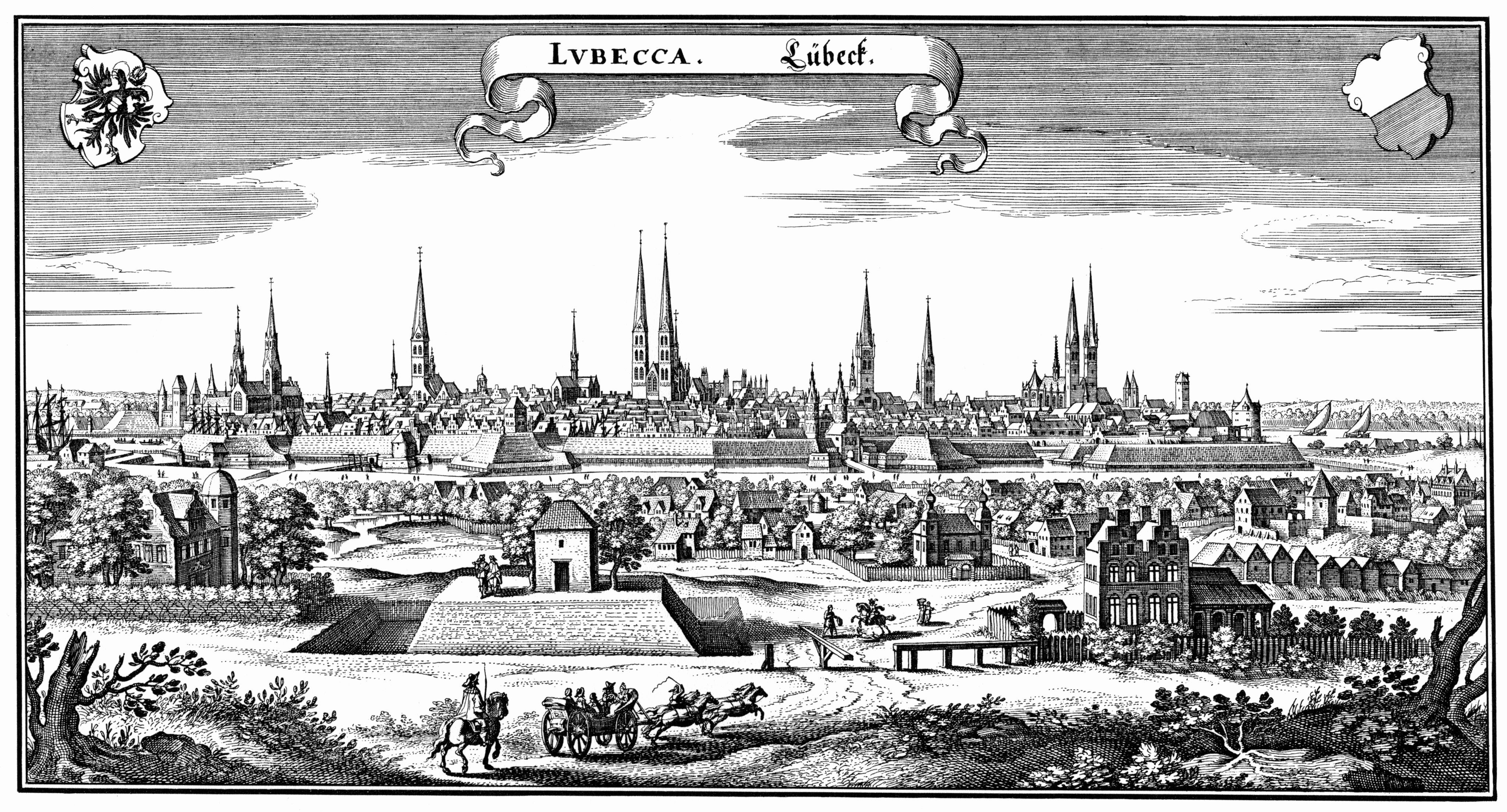
Die Burgkirche von Westen (1641), links im Bild (Merian)

Als im Zug der Reformation das Kloster 1531 aufgelöst und als Armenhaus genutzt wurde, blieb die Burgkirche als evangelische Kirche bestehen, wurde aber nicht Pfarrkirche. Die Seitenkapellen gehörten einzelnen Ämtern oder wurden als Grabkapellen genutzt, unter anderem für den Subrektor und Bibliothekar Karl Heinrich Lange, den Superintendenten Johann Gottlob Carpzov, den Hauptpastor Jakob von Melle und den Ratssyndikus und Dompropst Johann Scheven. Um 1600 erhielt die Ostfassade einen Treppengiebel. Bereits zu Beginn des 17. Jahrhunderts gelangten Kunstgegenstände der Ausstattung an Kirchen im Umland, beispielsweise der Marienaltar in die Dorfkirche Herrnburg. Der letzte Prediger, Gottlieb Nikolaus Stolterfoht, wurde am 6. November 1806 bei der Erstürmung Lübecks durch die Franzosen erschossen. Seither wurde in der Kirche kein Gottesdienst mehr gehalten.
Die Klosterkirche hatte schon immer statische Probleme, einerseits weil die Strebebögen, die das Gewicht des Gewölbes trugen, aufgrund der Unerfahrenheit der Bauleute mit dieser Technik zu flach waren, andererseits besaß das Langschiff kein stabiles Fundament, da die Kirche auf die Wallanlagen der alten Burg gebaut worden war. 1589 stürzte der Kanzelpfeiler ein, 1635 der erste Nordpfeiler und mit ihm das gesamte erste westliche Gewölbejoch, das die Orgel unter sich begrub, was zu umfangreichen Reparaturarbeiten führte. Als dann am 13. März 1818 der zweite südliche Langhauspfeiler mit dem Gewölbe einstürzte, entschloss sich der Rat der Stadt mit Zustimmung der Bürgerschaft, die seit 1806 nicht mehr benutzte Kirche abzureißen. Die Umfassungsmauern ließ man bis zu einer Höhe von etwa 3,5 Metern als Umgrenzung des Armenhausfriedhofs stehen. Immerhin rettete man nach Protesten wegen der Verschleuderung des Inventars beim Abriss der Kirche des Johannisklosters 1806 die Glasfenster und Carl Julius Milde sicherte einige ihrer Altäre und die Steinskulpturen der klugen und törichten Jungfrauen, die sich heute im St. Annen-Museum befinden. Die Reste der Kirche wurden 1874–76 beim Bau der neugotischen Volksschule abgetragen. Lediglich die vier westlichen, älteren Joche der Nordwand, die an die Klosterbauten anschlossen, und die darin eingebauten Kapellen blieben erhalten. Weiter erhalten ist die Sakristei, die sich aber außerhalb der Kirche im Ostflügel der Klausur des Burgklosters befindet.

## Ausstattung
Die Burgkirche hatte bis zu ihrem Abbruch ihre reiche mittelalterliche Ausstattung am besten bewahrt, oder in den Worten von Jacob von Melle, enthielt “unter allen Kirchen die meisten übrig gebliebenen Denkmäler des vormaligen Römischkatholischen Gottesdienstes”.

### Kanzel und Altar
Als Ersatz für die 1589 zerstörte Kanzel stiftete Magdalena Elisabeth Haase, geb. Bauert, die Witwe des wohlhabenden Weinhändlers Johann Haase und spätere Stifterin des Haasenhofes in der Dr.-Julius-Leber-Straße, der Kirche 1732 einen Neubau am zweiten nördlichen Pfeiler, über den Verbleib dieser Kanzel ist nichts bekannt. Die Einweihungspredigt des Superintendenten Johann Gottlob Carpzov hingegen ist gedruckt und digitalisiert erhalten.
Auch der Hauptaltar wurde im 18. Jahrhundert erneuert, und zwar durch eine Stiftung des Ritters Henning von Weissenow, Jürgen Pavels Sohn. Auch über sein Schicksal ist nichts bekannt.

### Nebenaltäre
Viele, jedoch nicht alle Altäre, die der Kirche als Stiftungen zugewandt wurden, sind zumindest in Fragmenten erhalten. Die meisten gelangten in die Mittelaltersammlung des St.-Annen-Museums. Dessen große Sammlung wurde Ende des 19. Jahrhunderts zum Ausgangspunkt für die kunstgeschichtliche Einordnung vergleichbarer Werke spätmittelalterlicher sakraler Kunst im mittelniederdeutschen Sprachraum zwischen Flandern, dem Niederrhein, Westfalen, den Hansestädten bis in die skandinavischen Länder und das Baltikum. Notnamensgebungen wie der Meister des Altars von Arboga zeugen heute noch von der Internationalität, die notwendig wurde, um der mittelalterlichen Mobilität im Kunsthandel zu folgen. Die Altäre der Lübecker Burgkirche können teilweise aufgrund überlieferter Urkunden nicht nur ihrem Stifter, sondern auch dem Künstler zugeordnet werden. Einzelstifter waren oftmals Angehörige des Lübecker Patriziats, wie beispielsweise im Falle der Burgkirche der Bürgermeister Henning von Rentelen, oder Bruderschaften, meist vertreten durch ihre Älterleute, wie Christian Northoff als Ältermann der Antonius-Bruderschaft.
| Altar                                                 | Datierung              | Bildschnitzer                                                  | Maler                                                             | Standort             | Besonderheiten | Abbildung |
| ----------------------------------------------------- | ---------------------- | -------------------------------------------------------------- | ----------------------------------------------------------------- | -------------------- | --- | --------- |
| Herrnburger Altar                                     | Anfang 15. Jahrhundert | Herrnburger Meister I–III                                      | ./.                                                               | Dorfkirche Herrnburg | Spätgotischer Flügelaltar, entstand als Arbeit Lübecker Künstler zu Beginn des 15. Jahrhunderts als Marienaltar für die Burgkirche. Die ursprüngliche farbliche Fassung der geschnitzten Holzfiguren des Triptychons hat sich nicht erhalten, sie wurden 1937 „von der entstellenden Bemalung befreit.“ Der Kunsthistoriker Hans Wentzel ordnete die Figuren 1937 drei verschiedenen Lübecker Bildschnitzern zu, die er zur Unterscheidung mit den Notnamen Herrnburger Meister I–III bezeichnete. |           |
| Fronleichnamsaltar                                    | 1496                   | Henning von der Heyde                                          | Wilm Dedeke (Altarflügel) Meister des Bützow-Altars (Standflügel) | St.-Annen-Museum     | Doppelflügelaltar mit einem Paar festen Standflügeln sowie Predella (Mittelschrein 238,5 × 134,5 × 30 cm; Flügel 238,5 × 67 × 22 cm; Standflügel 256 × 67 cm); im Mittelschrein die Gregorsmesse, in den Seitenflügeln alttestamentarische Szenen, die sich auf die Eucharistie bezogen wurden. Auftragsarbeit der aus Lübecker Patriziern bestehenden Heiligen Leichnamsbruderschaft im Wert von 451 Mark lübisch. |           |
| Gertruden-Altar                                       | 1509                   | Henning von der Heyde (Umkreis); Meister des Schlutuper Altars | Hermen Rode (Umkreis)                                             | St.-Annen-Museum     | Flügelaltar (Mittelschrein 138 × 181 × 20 cm; Flügel 138 × 90 × 18,5 cm). Stiftung der Gertrudenbruderschaft der Träger, daher steht die heilige Gertrud im Mittelpunkt der Heiligen Sippe. |           |
| Sippenaltar der Georgsbruderschaft                    | 1510/15                | Meister des Sippenaltars                                       | unbekannt                                                         | St.-Annen-Museum     | Flügelaltar (Mittelschrein 181 × 118 × 23 cm; Flügel 181 × 58 × 15,5 cm) der Georgsbruderschaft, in der die Reitenden Diener des Rates der Stadt Lübeck verbunden waren. Er ist seit 1848 im Museum. |           |
| Wurzel Jesse-Altar                                    | 1515                   | Meister der Burgkirchenaltäre                                  | unbekannt, von Erhart Altdorfer beeinflusst                       | St.-Annen-Museum     | Flügelaltar. |           |
| Maria Magdalenen-Altar der Bruderschaft der Schneider | 1519                   | Meister der Burgkirchenaltäre                                  | Erhart Altdorfer                                                  | St.-Annen-Museum     | Fragment des von den Schneidergesellen an ihre Bruderschaft gestifteten Doppelflügelaltars mit Predella.Der Mittelschrein misst 231 × 132 × 26 cm, die Flügel 231 × 66 × 17,5 cm und kam 1848 in die Sammlung des Lübecker Museums. Die Außen- und Standflügel wurden vor 1855 abgetrennt und gelangten als einzelne Tafelbilder an den Kunstmarkt. Vier kamen in die Sammlung des Kunstliebhabers Johann Nepomuk Graf Wilczek auf Burg Kreuzenstein, zwei davon befinden sich heute im Allen Memorial Art Museum im Oberlin College in Ohio, die zwei weiteren wurden ebenfalls in die USA verkauft und wurden 2024 im deutschen Kunsthandel angeboten. Sie sind seit August 2025 neben dem Fragment im St.-Annen-Museum zu sehen. |           |
| Thomas-Altar der Bruderschaft der Brauerknechte       | 1520                   | Meister der Burgkirchenaltäre                                  | Meister des Thomasaltars (Flügel) Erhart Altdorfer (Standflügel)  | St.-Annen-Museum     | Doppelflügelaltar mit Standflügeln und Predella. Seit 1848 im Museum. |           |
| Antonius-Altar                                        | 1522                   | Benedikt Dreyer                                                | Hans von Köln                                                     | St.-Annen-Museum     | Flügelaltar (239 × 134,5 × 28 cm) mit der Statue des heiligen Antonius, Auftragsarbeit der Antoniusbruderschaft (1520) im Wert von 310 Mark lübisch. |           |
| Laurentius-Altar der Bruderschaft der Brauerknechte   | 1522                   | Meister des Prenzlauer Hochaltars                              | Jacob van Utrecht (Umkreis), früher Zuschreibung an Hans Kemmer   | St.-Annen-Museum     | Der Doppelflügelaltar der Bruderschaft der Brauersknechte (Mittelteil 150 × 150 × 20 cm; Flügel 148 × 75 × 20 cm) gelangte 1848 in die Sammlung des Museums. |           |

### Glasmalerei
Hauptartikel:Fenster der Lübecker Burgkirche
Die gotischen Glasfenster der Maria-Magdalenen-Kirche gehörten schon im Mittelalter zu den bedeutenden Kunstwerken Lübecks. So fanden sie im Zuge des Abrisses der Kirche und nach entsprechender Sicherung ab 1840 ihren Weg in die Lübecker Marienkirche und wurden dort leider beim Luftangriff auf Lübeck 1942 bis auf einige Fragmente zerstört, die sich heute, wie die meisten Nebenaltäre, in der Mittelaltersammlung des St.-Annen-Museums befinden. Fragmente des Maria-Magdalenen-Fensters werden im Burgkloster gezeigt. 

Maria-Magdalenenfenster, Zustand 1819 in der Burgkirche von Johann Baptist Hauttmann

### Triumphkreuz

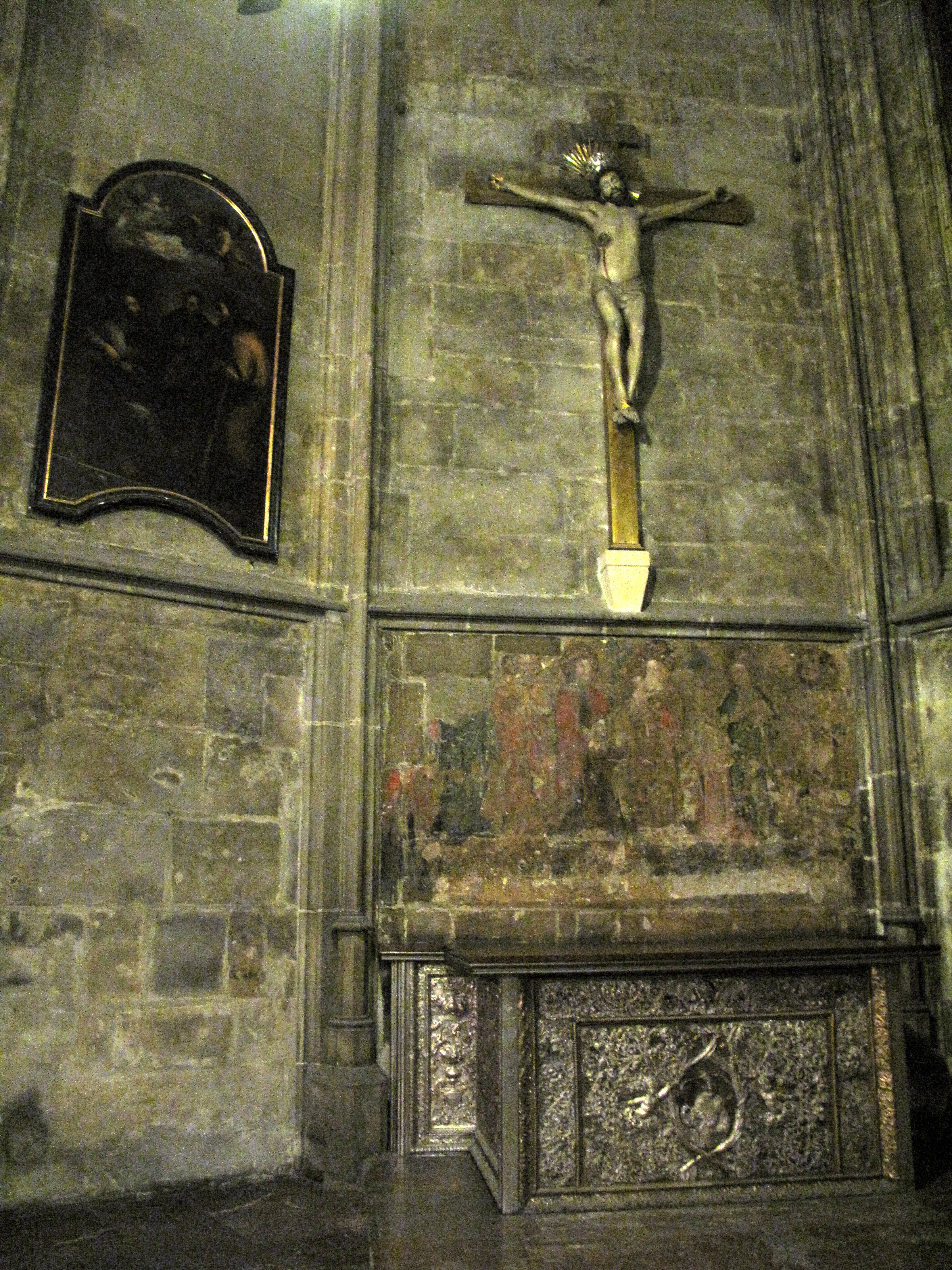
Triumphkreuz aus der Lübecker Burgkirche in Prag

Das Triumphkreuz der Maria-Magdalenen-Kirche ist nach neuerer Untersuchung des Kunsthistorikers Jan Friedrich Richter unter Berufung auf das Tagebuch des Lübecker Bürgermeisters Heinrich Brockes I. 1602 vom Lübecker Rat dem Kaiser Rudolf II. geschenkt worden und heute noch in der Kreuzkapelle des Veitsdoms in Prag erhalten, wobei nur die Skulptur erhalten ist, das Kreuz selbst jedoch später erneuert wurde. Es ist möglicherweise eine Arbeit des Lübecker Bildhauers Johannes Junge.

### Kapellen
Die Seitenkapellen am nördlichen Seitenschiff der Maria-Magdalenen-Kirche nahmen einige ihrer zahlreichen Altäre auf. Von den Seitenkapellen am nördlichen Seitenschiff sind vier als einzige verbliebene Bauteile der Kirche bis heute erhalten: Die quadratische Kapelle N1 am westlichen Ende gehörte einer Marienbruderschaft. Sie liegt, genauso wie die Sakristei, nicht im eigentlichen ehemaligen Kirchenraum, sondern schon in der Klausur des Burgklosters. Der Raum, der direkt an den Kapitelsaal des Burgklosters anschloss, diente im 18. Jahrhundert als Leichenhaus. Beim Umbau im 19. Jahrhundert wurde in den hohen Raum eine Zwischendecke eingezogen; in den 1980er Jahren wurde hier ein Treppenhaus eingebaut, das im Zuge des Umbaus in Verbindung mit der Errichtung des Europäischen Hansemuseums wieder zurückgebaut wurde.
Drei weitere, flachere Seitenkapellen N2–N4 befinden sich auf der Höhe des Kreuzgangs des Burgklosters und der im Kloster gelegenen Sakristei. Sie wurden zeitweilig durch einen Anfang der 1980er Jahre errichteten Vorbau geschützt, der im Zuge der Errichtung des Europäischen Hansemuseums abgerissen und durch bronzene Schutztüren ersetzt wurde.

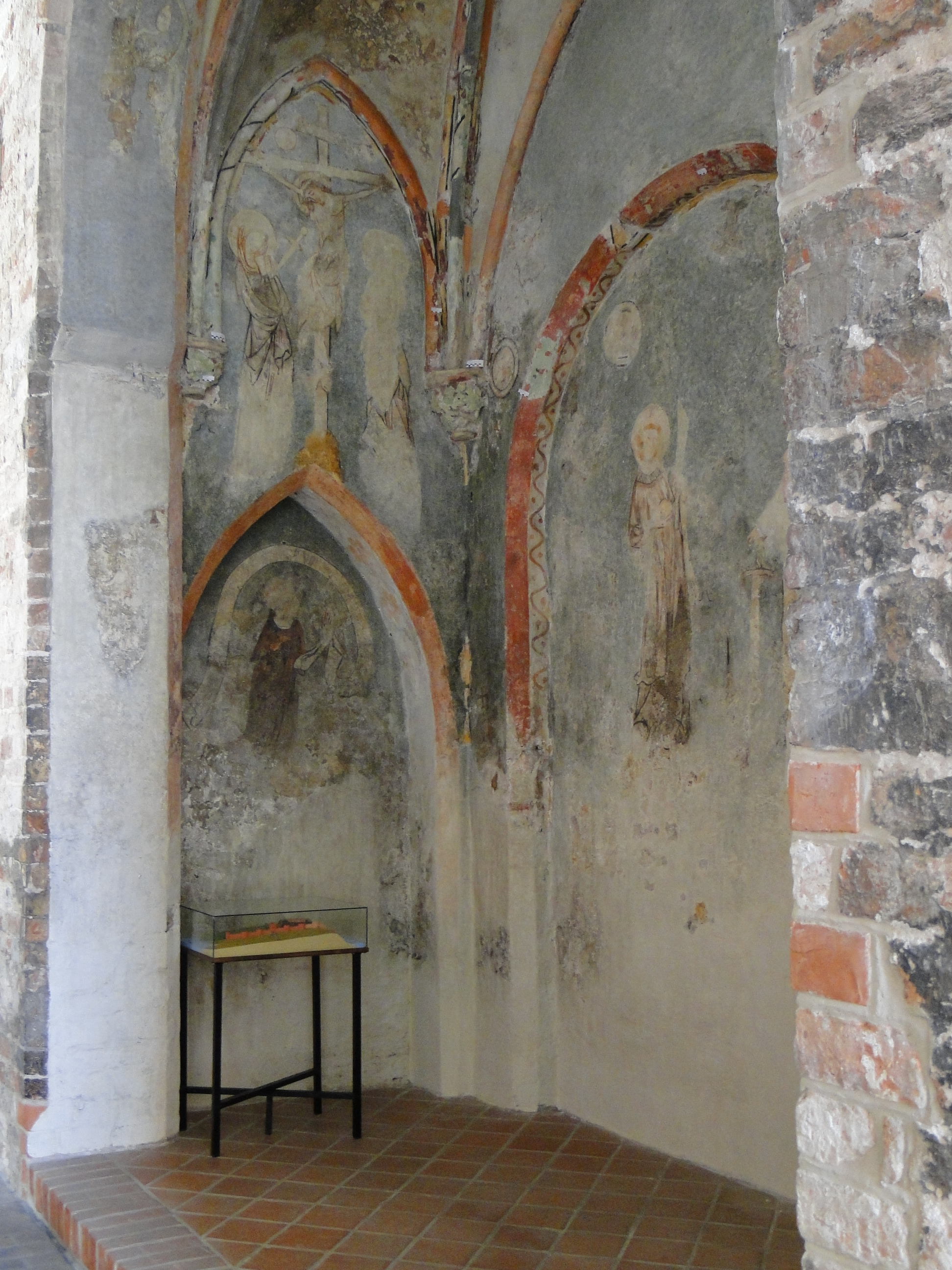
Seitenkapelle mit Fresken
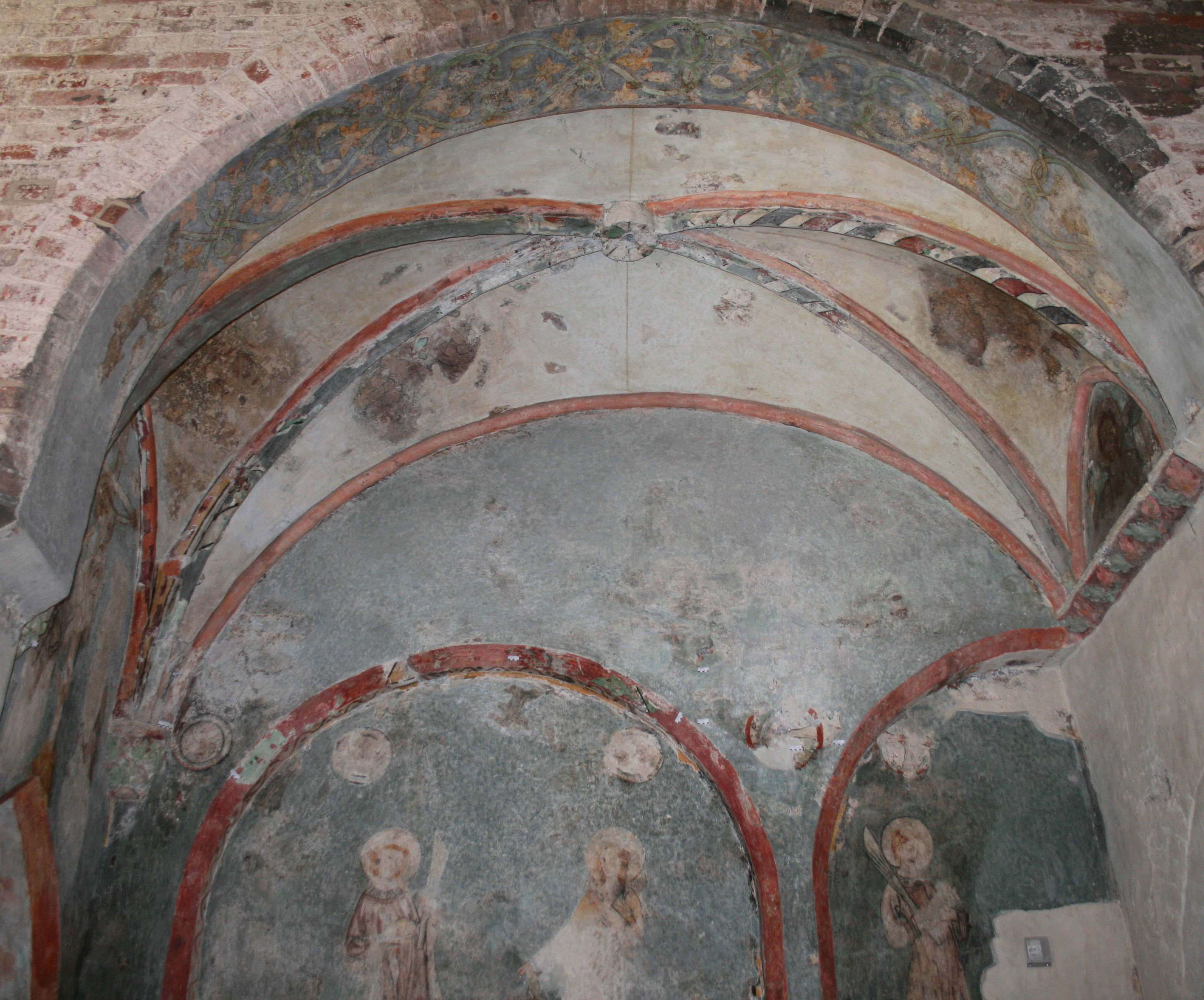
Gewölbe einer Seitenkapelle
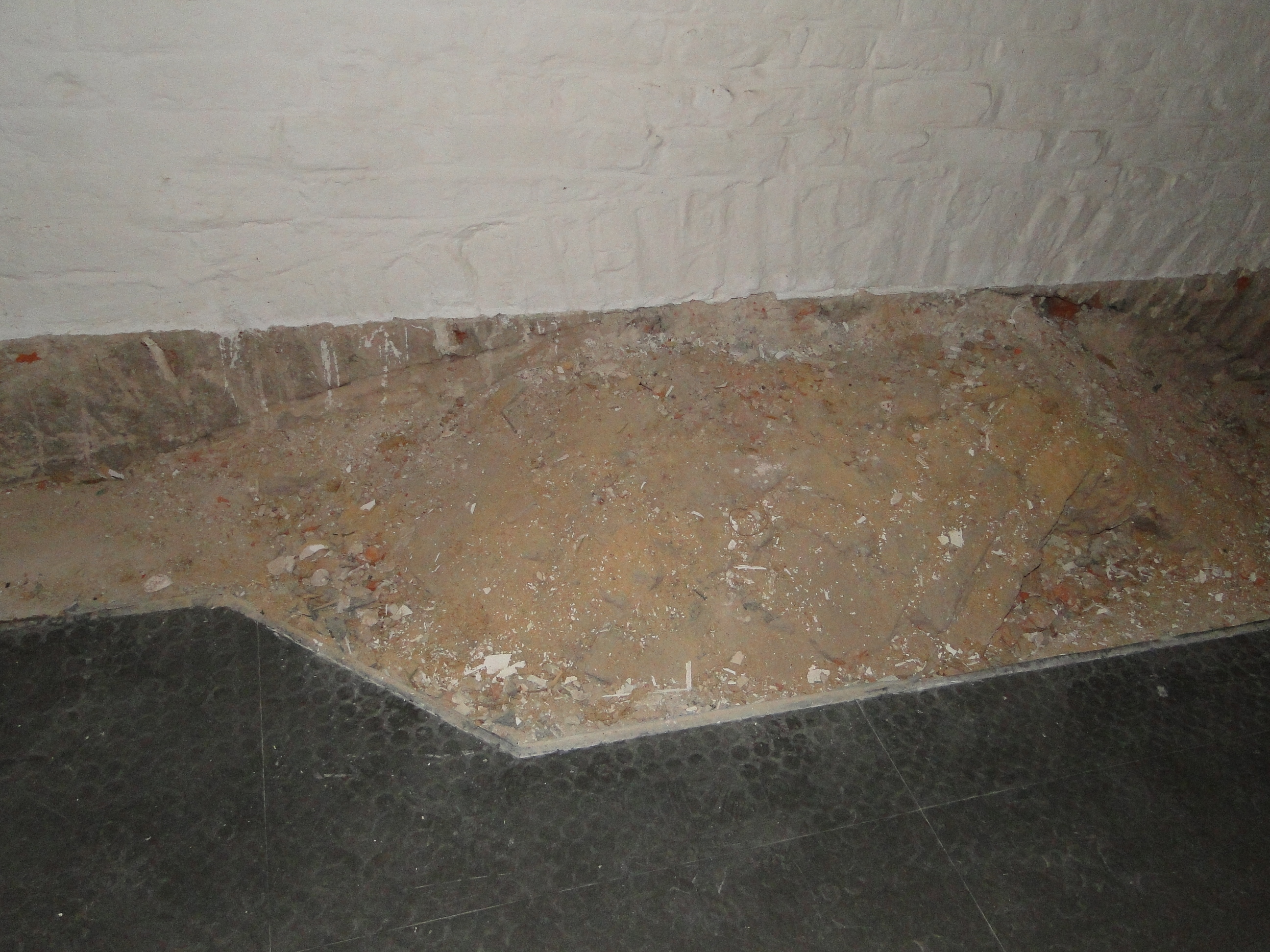
Gewölbe einer Seitenkapelle von oben im 1. Stock des Kreuzgangs

Die im südlichen Seitenschiff gelegene Kapelle zwischen den Turmpfeilern wurde 1738 von Karl Heinrich Lange als Grabkapelle erworben. Erbbegräbnisse in der Kirche besaßen auch der Drucker und Verleger Johann Balhorn (1597 erworben), Heinrich Coelestin von Sternbach, Jacob von Melle (1707 erworben), der Superintendent Johann Gottlob Carpzov, der Syndikus und Dompropst Johann Schaevius und der Ratsgießmeister Johann David Kriesche, der hier 1790 beigesetzt wurde.
In der östlichsten Seitenkapelle des Süderschiffs, oben an der Südseite des neuen Chores, befand sich der Katharinenaltar, testamentarisch gestiftet durch den 1406 verstorbenen Bürgermeister Henning von Rentelen, ebenso wie das darüber befindliche Chorfenster. Eine eigene Kapelle wird dabei nicht erwähnt. Vor dem Altar, dessen Retabel fünf Heiligenstatuen enthielt, befand sich die Familien-Grablege, wo schon seine Ehefrau beigesetzt war, und die Mönche verpflichteten sich 1420, an diesem Altar auf ewig eine Messe zum Seelenheil der verstorbenen Familienmitglieder zu feiern. Bis ins 18. Jahrhundert hinein waren an der Ostwand der Kirche noch zwei Wappenschilde der Familie von Rentelen vorhanden, die wohl das Andenken an den Bürgermeister Henning wie auch an dessen Sohn, den Ratsherrn Christian (Kersten) wachhalten sollten, der 1431 starb, nachdem er noch am 17. Mai genannten Jahres testamentarisch einen kostbaren Kelch zum Gebrauch an ebendiesem Altar bestimmt hatte.

### Orgel
Die erste urkundliche Erwähnung einer Orgel erfolgte 1390; dies war bereits die Stiftung einer neuen Orgel. Seit 1393 besaß die Kirche – wie die meisten größeren Kirchen Lübecks – zwei Orgeln, eine Große Orgel und eine Kleine Orgel. Es war vermutlich Friedrich Stellwagen, der die kleine Orgel 1637 durch ein neues Instrument ersetzte, das als sein erster bekannter Neubau anzusehen wäre. Nach den Renovierungen, die diese Orgel 1754 durch Didrich Lindt(en) und 1786 Joachim Christoph Kaltschmidt erfuhr, ist über ihr weiteres Schicksal nichts bekannt.

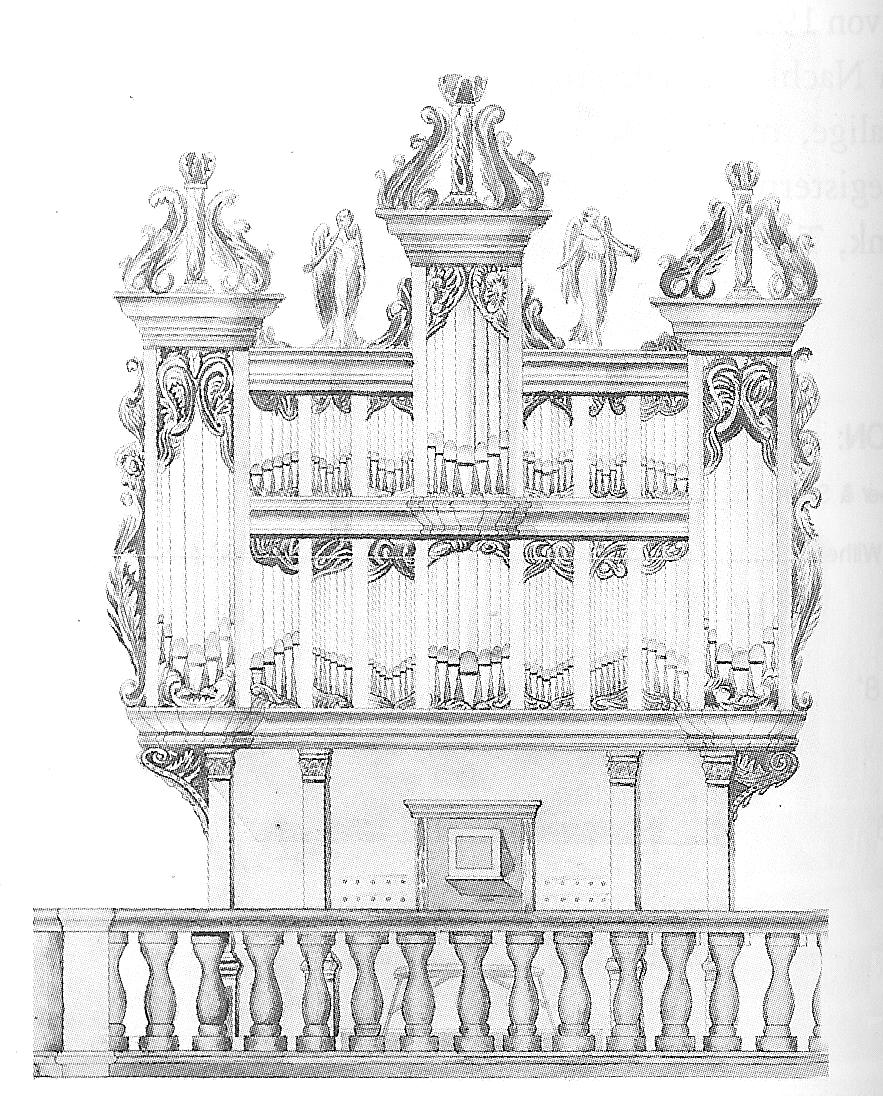
Große Orgel von 1713, Zeichnung von vor 1815

Die große Orgel wurde dagegen beim Einsturz zweier Pfeiler 1635 zerstört. Erst 1713 ermöglichte der Mitvorsteher der Kirche, Kaufmann und spätere Ratsherr Adde Severin (1668–1731) mit einer Stiftung einen Neubau und dessen kontinuierliche Unterhaltung sowie die Bezahlung des Organisten. Orgelbauer war der Schnitger-Schüler Hans Hantelmann. Die Orgel war sein erster Neubau und verfügte über 27 Register, verteilt auf zwei Manuale und Pedal. 1815 wurde das Instrument verkauft und gelangte in die Kirche des Klosters Rehna, ist aber nicht mehr erhalten. Nachdem 1855 der Prospekt erneuert worden war, wurde das Innenwerk 1911 ersetzt und eine neue pneumatische Orgel aufgestellt. Die ursprüngliche Disposition lautete (in modernisierter Schreibweise):
| I Hauptwerk C–  |     |
| Quintatön       | 16′ |
| Prinzipal       | 8′  |
| Hohlflöte       | 8′  |
| Oktave          | 4′  |
| Rohrflöte       | 4′  |
| Nassard         | 3′  |
| Rauschpfeife II |     |
| Scharff III     |     |
| Mixtur VI       |     |
| Trommet         | 8′  |

| II Brustwerk C– |     |
| Prinzipal       | 8′  |
| Gedackt         | 8′  |
| Quintatön       | 8′  |
| Blockflöte      | 4′  |
| Quintflöte      | 3′  |
| Sesquialtera II |     |
| Scharff IV      |     |
| Dulzian         | 16′ |

| Pedal C–  |     |
| Subbaß    | 16′ |
| Prinzipal | 8′  |
| Gedackt   | 8′  |
| Oktave    | 4′  |
| Nachthorn | 2′  |
| Mixtur VI |     |
| Posaune   | 16′ |
| Trommet   | 8′  |
| Kornett   | 2′  |

- Tremulant

### Skulpturen
Die Burgkirche verfügte über reichen Figurenschmuck. Herausragend war ein Zyklus aus Sandsteinfiguren, der auf das erste Viertel des 15. Jahrhunderts datiert wird. Wo sie gearbeitet wurden, ist heute noch hoch strittig und Meinungen gehen von Lübeck über Westfalen (Meister der Lübecker Burgkirchen-Zyklen) bis nach Flandern. Einigkeit besteht dahin, dass alle 27 Steinfiguren aus einer Werkstatt stammen. Sie sollen früher den Chorraum und den Singechor (Lettner) geziert haben und befinden sich heute ebenfalls im St.-Annen-Museum.

#### Skulpturen aus Sandstein

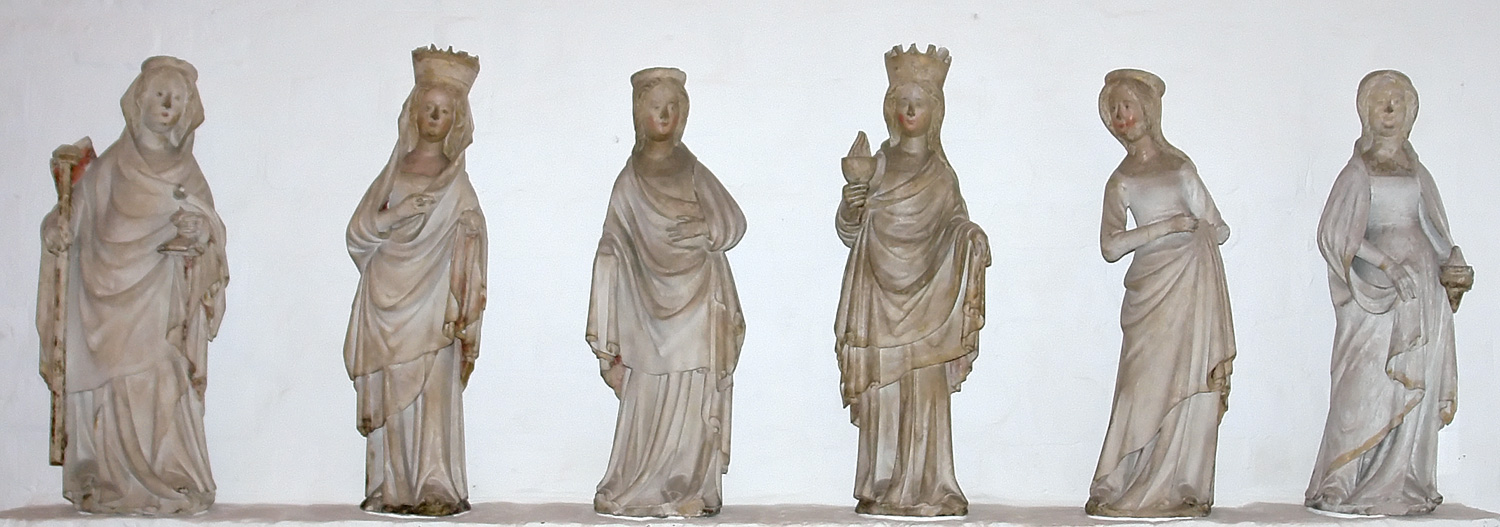
Die klugen Jungfrauen

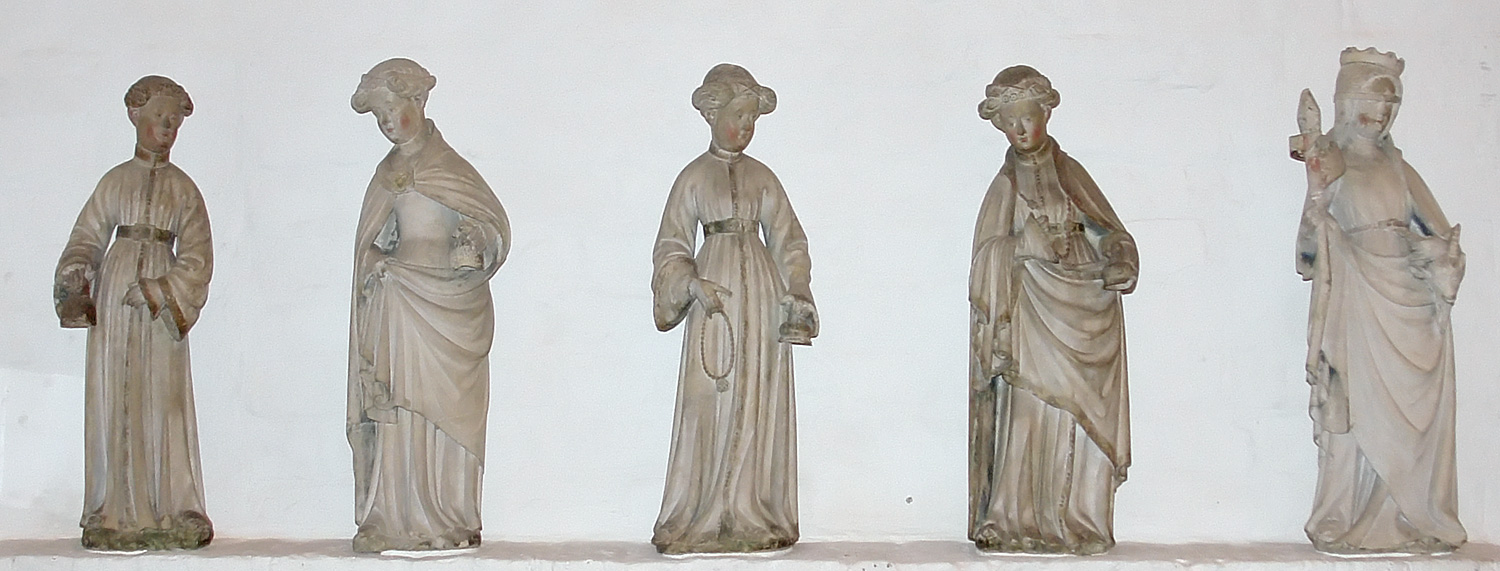
Die törichten Jungfrauen

- Die törichten und klugen Jungfrauen (4 törichte und 5 kluge, h=72–75 cm[42]) nebst den allegorischen Figuren von Ecclesia und Synagoge;
- Zwölf Apostel;[43]
- Jesus als Gärtner (Noli me tangere), h 108 cm;[44]
- weibliche Heilige (ohne Attribut, vermutlich Mariä Verkündigung);[45]
- zwei Dominikaner[46]

#### Skulpturen aus Holz
Auch hölzerne Einzelskulpturen aus der Burgkirche befinden sich heute im St.-Annen-Museum:
- Sitzender Bischof (Nikolaus oder Blasius?), Lübeck 1380–1400 (h 159 cm). Aus der Schiffergesellschaft erworben, aber möglicherweise im Zuge der Reformation aus der Kapelle der Nikolausbruderschaft in der Burgkirche dorthin gelangt.[47]
- Heiliger Dominikaner (möglicherweise Thomas von Aquin?), Lübeck 1440 mit Nähe zum Meister des Jakobialtars[48]
- Trauernde Maria (aus einer Kreuzigungsgruppe), Umkreis Bernt Notke um 1480 (h 152 cm)[49]
- Stehende Mutter Gottes, Meister Tilman, Köln um 1480–90 (h 125 cm)[50]
- Stehende Mutter Gottes auf der Mondsichel, Lübecker Werkstatt um 1460–70 (h 129 cm)[51]
- Apostel Jakobus Maior, Lübecker Arbeit um 1480–90 (h 122 cm)[52]
- Als Leihgabe des St.-Annen-Museums in St. Johannis in Kücknitz: Kruzifix aus dem Umkreis Benedikt Dreyers (um 1520)[53]

### Glocken
Den Turm der Kirche beschrieb bereits Jacob von Melle als mit Glocken versehen.
Beim Abbruch waren mindestens vier Glocken vorhanden, wobei nicht auszuschließen ist, dass die eine oder andere nach dem Abbruch der zur Kirche gehörenden St. Gertrudenkapelle vor dem Burgtor 1622 in den Turm übernommen wurde.
Drei der Glocken kamen in die 1828 nach dem Dorfbrand vom 24. September 1827 neu erbaute Curauer Kirche. Da sie dort jedoch nicht miteinander harmonierten, behielt man nur die größte dort. Die beiden anderen wurden vom Lübecker Ratsgießmeister Friedrich Wilhelm Hirt 1829 umgegossen. Diese beiden Glocken sprangen jedoch schon nach kurzer Zeit 1846 bzw. 1848 und wurden wiederum 1851 vom Rendsburger Glockengießer J. F. Beseler neu gegossen. Die erhaltene Glocke der Burgkirche wurde 1704 von dem aus Frankfurt am Main stammenden Wander-Glockengießer Caspar Henrich Castell gegossen. Sie ist geschmückt mit den Namen und Wappen der vier damaligen Vorsteher der Burgkirche: Hermann Rodde, Adde Severin, Jürgen Eckhoff und Hinrich Sesemann sowie acht Silbermünzen.
Eine weitere Glocke der Burgkirche hat sich in der 1937 geweihten Lutherkirche erhalten. Die kleine Dominicus-Glocke von 80 cm Durchmesser und 70 cm Höhe wurde von Heinrich von Kampen 1510 in Lübeck gegossen. Sie trägt die Inschrift sanctus dominicus anno d[omi]ni M D X hinrick van campen. Nach dem Abbruch der Burgkirche kam sie zunächst nach St. Jakobi, von dort 1913 ins Museum und schließlich 1937 in die Lutherkirche.
| Nr. | Name      | Gussjahr | Gießer                 | Durchmesser (mm) | Masse (kg) | Schlagton (HT-1/16) | Verbleib                     |
| --- | --------- | -------- | ---------------------- | ---------------- | ---------- | ------------------- | ---------------------------- |
| 1   |           | 1704     | Caspar Henrich Castell | 950              |            |                     | in der Curauer Kirche        |
| 2   | Dominicus | 1510     | Heinrich von Kampen    | 800              |            |                     | in der Lutherkirche (Lübeck) |

### Grabplatten
Für das Burgkloster und seine Kirche sind 27 mittelalterliche Grabplatten überliefert, von denen in den Räumen des Burgklosters noch sieben erhalten sind. Die restlichen sind entweder definitiv abgängig oder derzeit nicht nachweisbar. Dazu gehören die Grabplatten des Bürgermeisters Heinrich Pleskow († 1340) und seines Sohnes, des Ratsherrn Arnold Pleskow († 1363), der Ratsherrn Nikolaus von Stiten († 1427), Ludwig Krull († 1431), des Bürgermeisters Bruno Warendorp († 1457), der Ratsherrn Johann Bere (Politiker, † 1457) und Wenemar Overdyk († 1460), der Mitglieder der Zirkelgesellschaft Hermann Bere († 1483) und Thomas Kerckring († 1496) sowie des Priors Lorenz Lebrade († 1502).

## Geistliche

### Dominikaner

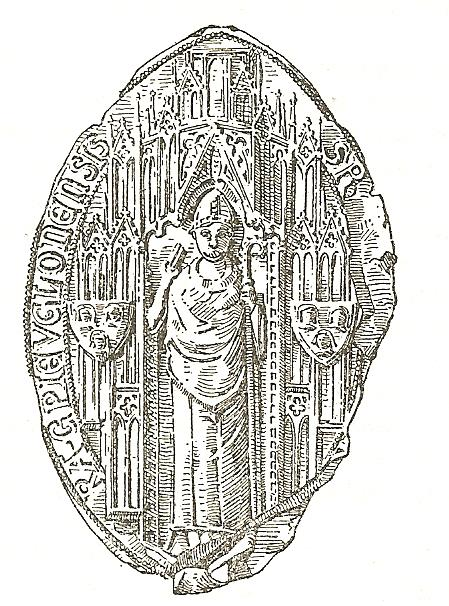
Siegel Gropes als Weihbischof in Mecklenburg (1368)

- Goswinus Grope OP, Prior des Klosters und Weihbischof in Schwerin
- Hermann Korner, ab 1417 Lesemeister des Burgklosters und Lübecker Chronist
- Lorenz Lebrade († 1502), Prior
- Michael von Rentelen OP, Weihbischof in Schwerin
- Hermann von Sina OP, Lesemeister des Klosters und einer der möglichen Verfasser des Prologus Arminensis
- Augustinus van Ghetelen, Kontroverstheologe der Reformationszeit

### Prediger

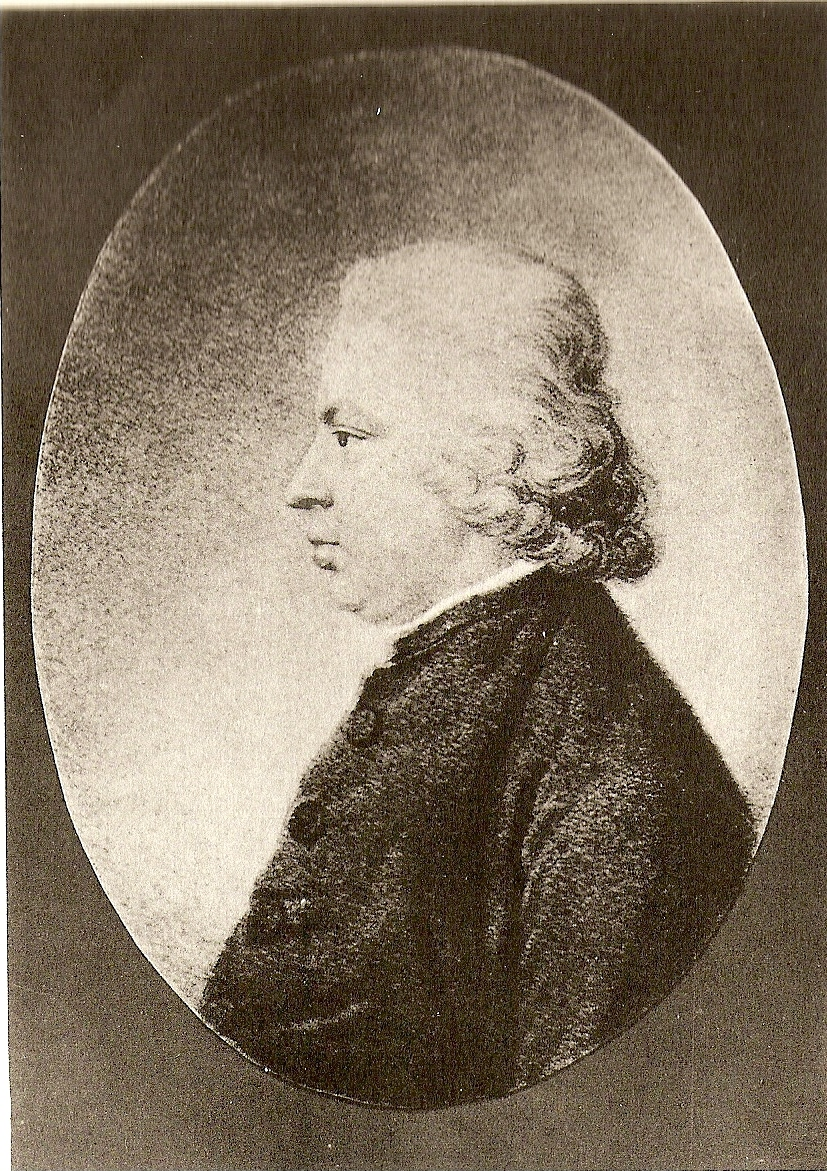
Stolterfoth, letzter Prediger der Burgkirche

Die Prediger der Burgkirche waren auch für die Seelsorge am Heiligen-Geist-Hospital und der Bewohner der mildtätigen Stiftung St. Gertruden-Pocken- und Armenhaus zuständig.
- bis 1549 Tilemann Vathower († 1549)
- 1550–1551 Lorenz Mörsken (wegen irriger Lehre entlassen)
- 1551–1574 Moritz Köselitz († 1574)
- 1575–1576 Johann Dreyer (nach St. Johannis berufen)
- 1576–1577 Heinrich Menne (vorher 3 Jahre Prediger auf Bornholm; nach St. Jakobi berufen)
- 1578–1587 Bernhard Schürmann (als Prediger nach St. Ägidien berufen)
- 1587–1598 Johannes Stricker († 1598)
- 1598–1613 Christoph Dastorff († 1613)
- 1610–1617 Albert Reimers (wurde Diaconus am Dom, † 1641)[59]
- 1617–1619 Hinrich Flügge († 1619)[60]
- 1619–1626 Hinrich Glambeck (an den Dom berufen)
- 1626–1644 Hermann Weber (Textorius) († 1644),[61] vorher Pastor an St. Lorenz (Travemünde)
- 1645–1669 Erasmus Möllenhoff († 1669)[62]
- 1670–1684 Thomas Honstedt (1642–1704, als Pastor an den Dom berufen)
- 1685–1687 Otto Blanck(e) (als Prediger nach St. Petri berufen)
- 1687–1697 Christian Möllenhoff († 1697, Vater von Christian Nicolaus Möllenhof)
- 1697–1714 Emanuel Sebastian Harder (1662–1714)[63]
- 1715–1733 Heinrich Scharbau (als Pastor nach St. Ägidien berufen)
- 1733–1761 Johann Christoph Schwarz (1702–1761)
- 1761–1766 Hermann Harksen (nach St. Petersburg berufen; † 1770)
- 1766–1767 Friedrich Gottlieb Wiedeburg (nach St. Petersburg berufen; † 1769)
- 1767–1793 Johann Ha(a)ke
- 1792–1806 Gottlieb Nikolaus Stolterfoht (1761–1806)